# Synagogue de l'Agora d'Athènes
La synagogue de l'Agora d'Athènes est une ancienne synagogue, située dans l'Agora d'Athènes en Grèce.
Lors de fouilles, menées durant l'été 1977, un morceau de marbre pentélique, faisant apparemment partie d'une frise curviligne au-dessus d'une porte ou d'une niche, est découvert à quelques mètres de l'angle nord-est du Métrôon. Le fragment de marbre est gravé avec les images d'une menorah à sept branches et d'un loulav, ou branche de palmier. Il est estimé que la synagogue date de la période comprise entre 267 et 396 de notre ère.

## Référence biblique
Il est dit, dans le livre des Actes, que l'apôtre Paul a visité une synagogue à Athènes, mais l'identification de cette synagogue ne peut être fermement établie. 

## Source de la traduction
- (en) Cet article est partiellement ou en totalité issu de l’article de Wikipédia en anglais intitulé « Synagogue in the Agora of Athens » (voir la liste des auteurs).